# Amurjärpe
Amurjärpe (Falcipennis falcipennis) är en medelstor östasiatisk skogshöna.

## Utseende

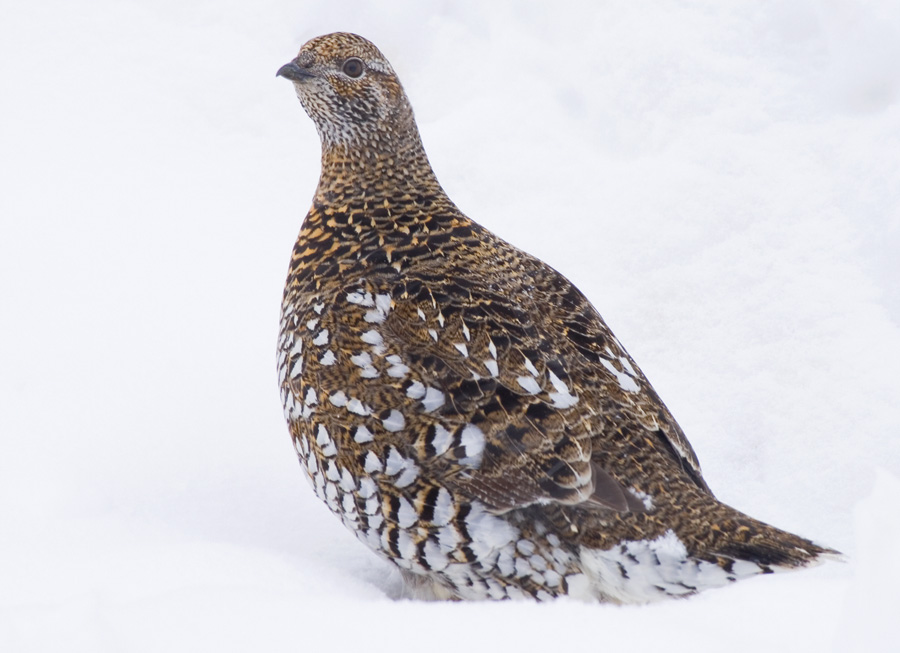
Adult hona.

Amurjärpen är en mörk järpe som mäter 38-43 centimeter, väger cirka 700 gram och påminner mycket om den amerikanska arten granjärpen, men är något större.
Den adulta hanen har ett svart ansikte inramat i vitt, med tydlig rött fjäderlöst ögonbryn och bakom detta ett kort vitt ögonbrynsstreck. Ryggen är mörkbrun med mörkgrå fläckar och den har vita fläckar på skulderfjädrarna. Vingarna är bruna och bröst och buk svart till grå med kraftfulla vita triangelformade fläckar. Den svarta stjärten har ett brett vitt ändband. Den adulta honan är ljusare och rödbrunare än hanen, med vitfläckat bröst och buk. Hanen avger udda klickande och klappande ljud under spelet.

## Utbredning och systematik
Amurjärpen förekommer i nordöstra Asien. Dess utbredningsområde sträcker sig från cirka 120°E och österut till Ochotska havet och Sachalin, norrut sträcker sig utbredningen till cirka 60° och söderut till södra delarna av Amur oblast och bergskedjan Sichote-Alin. I varje fall tidigare fanns det en liten population i allra nordöstligaste Kina, i bergskedjan Lilla Hinggan i Heilongjiang, men den är förmodligen utdöd.

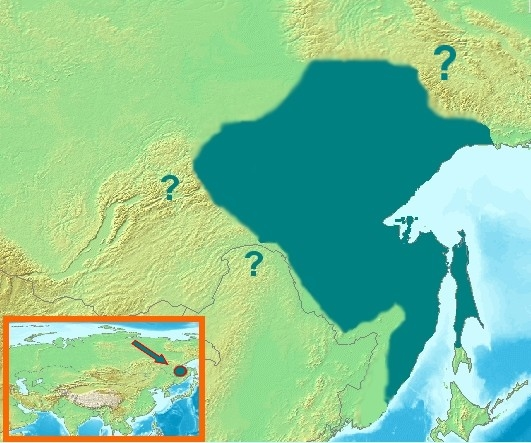
Amurjärpens utbredningsområde.

### Släktskap
Amurjärpen placerades tidigare tillsammans med övriga järpar, orrar, präriehöns och tjädrar i den egna familjen skogshöns (Tetraonidae). Genetiska studier visar dock att de utgör en del av familjen Phasianidae. Där utgör de en klad närmast släkt med kalkoner (Meleagris) och dessa två tillsammans med koklassfasan (Pucrasia macrolopha).
Fram tills nyligen delade amurjärpen släktet Falcipennis med granjärpe. DNA-studier bekräftar att de är närbesläktade och tillhör båda en grupp tillsammans med orrar och tjädrar. Granjärpe och amurjärpe inte är varandras närmaste släktingar, där granjärpe står närmare orre och tjäder än vad amurjärpen gör. Granjärpen har därför lyfts ut till ett eget släkte, Canachites. Längre tillbaka fördes både amurjärpe och granjärpe till järparna i Dendragapus men dessa är mer avlägset släkt, närmare präriehönsen i Tympanuchus.

## Ekologi
Amurjärpen förekommer mest i fuktiga, skuggiga område på taiga med kraftig undervegetation och barrskog som gran, en och lärk.

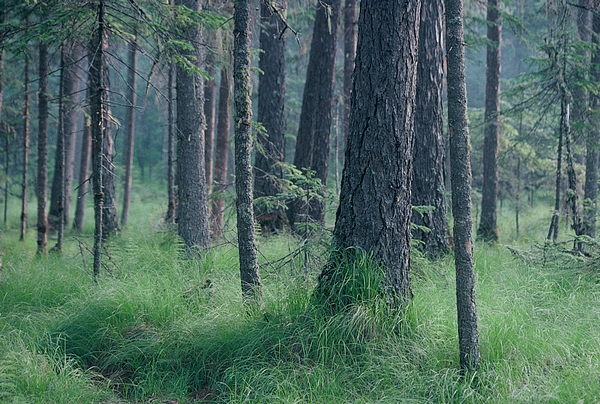
Typiskt habitat för amurjärpe med fuktig lärkskog.

## Hot och status
Amurjärpen kategoriseras av internationella naturvårdsunionen IUCN som nära hotad (NT) på grund av jakt samt habitatförstöring genom ökad exploatering och skogsbränder. Världspopulationen har inte uppskattats men arten beskrivs inte någonstans som vanlig. I Kina beräknas färre än 100 par förekomma, i Ryssland 10.000-100.000 par.